# Гривальд
Гривальд (пол. Grywałd) — село на західній Лемківщині, в Польщі, у гміні Коростенко-над-Дунайцем Новотарзького повіту Малопольського воєводства. Населення — 1765 осіб (2011).

## Розташування
Знаходиться на захід від офіційної найзахіднішої точки суцільної української етнічної території, хоча ще у 1882 р. під час греко-католицької Літургії в Ґривальді отцем Миколою Малиняком численні місцеві мешканці з радістю поздоровляли його як священика «віри їх предків».

## Історія
Село вперше згадується в 1330 р. як Грюневальд (нім. Grünewald — Зелений Ліс).
У 1975—1998 роках село належало до Новосондецького воєводства.

## Демографія
Демографічна структура станом на 31 березня 2011 року:
|          | Загалом | Допрацездатний вік | Працездатний вік | Постпрацездатний вік |
| -------- | ------- | ------------------ | ---------------- | -------------------- |
| Чоловіки | 880     | 228                | 579              | 73                   |
| Жінки    | 885     | 212                | 491              | 182                  |
| Разом    | 1765    | 440                | 1070             | 255                  |

## Пам'ятки

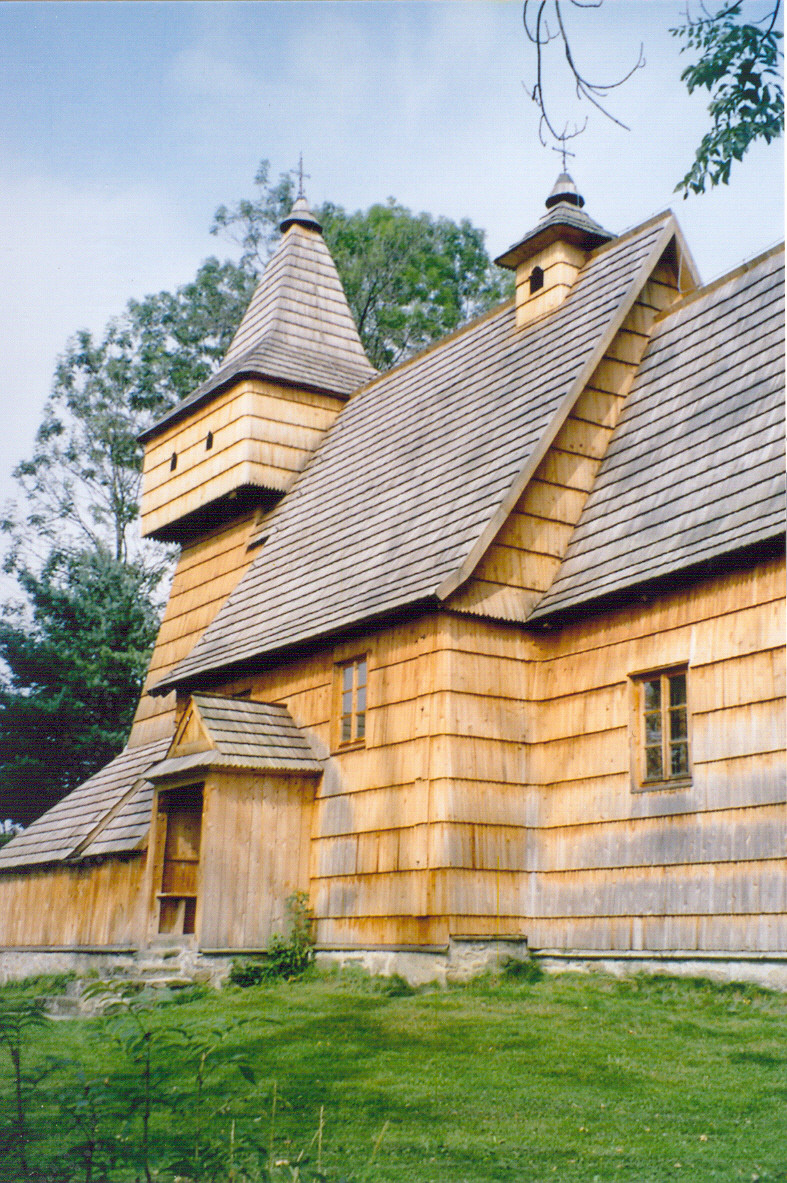
Костел св. Мартина

Головною місцевою принадою є костел II половини XV ст.